# Coyote attend
Coyote attend (titre original : Coyote Waits) est un roman policier de Tony Hillerman paru en 1990.
Le roman remporte le prix Nero (d'après Nero Wolfe, le héros de Rex Stout) en 1991 (le prix n'avait pas été attribué depuis 1987).

## Résumé
Un policier navajo est assassiné, et l'on retrouve l'arme du crime dans la main d'un vieil homme ivre. L'affaire semble incompréhensible à Joe Leaphorn : le vieil homme est en effet un chaman, et de nombreux mystères entourent ce crime.
L'intrigue est inspirée de la quête d'un professeur d’histoire qui recherche les corps de Butch Cassidy et de son complice, tués dans la Réserve Navajo après un dernier forfait, l'attaque d'un train dans l'Utah en 1909. Le professeur Tagert retrouve les corps mais est assassiné cependant que le butin (des pièces et des timbres de 1907, inestimables en 1990) est convoité par Odell Redd qui mourra mordu par un crotale en tentant de récupérer le trésor.
Le roman rassemble les personnages de Joe Leaphorn, Jim Chee et Janet Pete.

## Adaptation
- 2003 : Coyote Waits, téléfilm américain réalisé par Jan Egleson, avec Adam Beach dans le rôle de Jim Chee et Wes Studi dans celui de Joe Leaphorn. Le téléfilm est diffusé sur la chaîne PBS le 16 novembre 2003.